# Louis Du Pont Duchambon de Vergor
Louis Du Pont Duchambon de Vergor, né le 20 septembre 1713 et mort après 1775, est un officier militaire français qui servit comme officier de l'armée française durant la guerre de Sept Ans et gouverneur de l'Île Royale en Nouvelle-France. Il cède le fort Beauséjour aux Anglais en 1754

## Biographie

### Origines et famille
Né à Sérignac en Saintonge, il est le fils de Louis Du Pont Duchambon et de Jeanne Mius d'Entremont.

### Carrière militaire
Vergor commença sa carrière militaire en 1730, comme cadet dans plusieurs localités de la Nouvelle-France, surtout dans ce qui deviendra les provinces maritimes du Canada. Il arrive en 1737 sur l'île Saint-Jean (maintenant île-du-Prince-Édouard) où se trouve son père. Il commande Port-Dauphin en 1740 et se livre au commerce, à la traite et investit dans la Guerre de course. Une blessure subie en 1745, lors du siège de Louisbourg, le força à retourner en France pour plusieurs mois. Il revint au Canada en 1747 et fut promu au grade de lieutenant en 1749 et obtint le rang de capitaine en 1750 et affecté à la forteresse de Louisbourg.
Il épouse le 3 juillet 1752, Marie-Josephte Riverin dont il a eu plusieurs enfants. La même année, il est fait chevalier de l'Ordre de Saint-Louis. 
En 1754, Vergor est nommé commandant du Fort Beauséjour dans l'actuel Nouveau-Brunswick. Durant la guerre de Sept Ans, les forts français de la région de l'Acadie étaient souvent attaqués par les troupes Anglaises. Le 4 juin 1755, Fort Beauséjour est attaqué par les troupes du général anglais Robert Monckton. N'ayant pas pris les mesures nécessaires pour organiser la défense du fort, Vergor perdit son sang-froid lorsqu'il se vit confronté à l'ennemi. Il avait sous ses ordres 160 soldats réguliers, 300 réfugiés Acadiens, et un groupe d'Amérindiens Micmacs. Cependant, quelques jours après le début de l'attaque, un boulet explose à l'intérieur du fort tuant six officiers français et plusieurs soldats. Vigor, pris de panique, hissa le drapeau blanc. Les Anglais lui accordèrent des conditions favorables en donnant la permission pour lui et ses hommes de se rendre à Louisbourg. Ils purent rejoindre les autres Acadiens dans la région plus au nord.
Vergor est amené en cour martiale à Québec en septembre 1757, et acquitté de l'accusation de n'avoir pas adéquatement défendu les forts. L'amitié de son père avec l’intendant François Bigot joue en sa faveur. 
Deux années plus tard, Vergor fait partie de la défense de la ville de Québec sous le commandement de Louis-Joseph de Montcalm, durant le siège précédant la Bataille des plaines d'Abraham. Le soir du 12 septembre 1759, Vergor commandait un groupe de soldats qui devaient protéger la partie supérieure d'un chemin qui menait du fleuve Saint-Laurent aux plaines et à l'Anse-au-Foulon. Son détachement fut le premier à prendre contact avec les Anglais, commandés par James Wolfe. Ironiquement, l'officier anglais chargé de l'assaut initial est Robert Monckton. Les soldats français sont pris par surprise et Vergor dans son sommeil est blessé par des coups de feu à la jambe droite et à une main, et capturé. Précisons qu'il aurait dû avoir une centaine de soldats sous ses ordres, mais il a permis à soixante-dix d'entre eux d'aller vaquer à leurs récoltes et les siennes. Il avait remplacé Jean-Jacques Gorge de Saint-Martin le 2 septembre; ce dernier gardait le poste du Foulon avec une centaine d'hommes qu'il avait refusé de libérer pour les récoltes car il estimait en avoir besoin pour la défense de ce poste. En 1760, après son rapatriement en France, Vergor incapable de poursuivre sa carrière militaire, vécut d'abord à Paris, puis en 1762 déménagea pour La Flèche en Anjou où son épouse mourut, avant de revenir dans sa région natale du Saintonge dans laquelle il meurt ruiné quelque temps après son père, décédé en 1775.

## Sources et bibliographie
- Gérard Saint-Martin, Québec 1759-1760! Les plaines d'Abraham: L'adieu à la Nouvelle-France, Économica, 2007,  (ISBN 978-2-7178-5350-6)
- Bona Arsenault, Histoire des Acadiens, Bibliothèque nationale du Québec, 1978, Lemaéac
- William Hayden English, The Fight With France for North America sur Google Livres, Ayer Publishing, 1971